# 蔡凤兰
蔡凤兰（1936年—），女，辽宁建昌人，中华人民共和国政治人物，曾任青海省革命委员会副主任，青海省人大常委会副主任，中国共产党第十一届中央委员会候补委员。